# Vlag van Hardinxveld-Giessendam

vlag van de gemeente Hardinxveld-Giessendam

De vlag van Hardinxveld-Giessendam is op 7 april 1965 door de gemeenteraad van de Zuid-Hollandse gemeente Hardinxveld-Giessendam aangenomen als gemeentelijke vlag. De vlag kan als volgt worden beschreven:
Rechthoekig, door een blauwe schuinbalk verdeeld in twee vakken. Het witte bovenvak beladen met een zwarte vogel, het rode benedenvak beladen met een wit rad.
De vlag is van linksonder naar rechtsboven schuin doorsneden door een dikke blauwe lijn; linksboven daarvan staat een zwarte raaf in een wit veld, rechtsonder een wit molenwiel in een rood veld.
De vlag is afgeleid van de wapens van Hardinxveld en Giessendam, waarbij de kenmerkende elementen uit beide wapens in de vlag zijn opgenomen. In plaats van het vair uit het wapen van Hardinxveld is een schuine blauwe lijn gebruikt, die de vlag deelt.

## Verwante afbeeldingen

Het wapen van Hardinxveld-Giessendam
Het wapen van Hardinxveld
Het wapen van Giessendam

Alblasserdam
· Albrandswaard
· Alphen aan den Rijn
· Barendrecht
· Bodegraven-Reeuwijk
· Capelle aan den IJssel
· Delft
· Den Haag
· Dordrecht
· Goeree-Overflakkee
· Gorinchem
· Gouda
· Hardinxveld-Giessendam
· Hendrik-Ido-Ambacht
· Hillegom
· Hoeksche Waard
· Kaag en Braassem
· Katwijk
· Krimpen aan den IJssel
· Krimpenerwaard
· Lansingerland
· Leiden
· Leiderdorp
· Leidschendam-Voorburg
· Lisse
· Maassluis
· Midden-Delfland
· Molenlanden
· Nieuwkoop
· Nissewaard
· Noordwijk
· Oegstgeest
· Papendrecht
· Pijnacker-Nootdorp
· Ridderkerk
· Rijswijk
· Rotterdam
· Schiedam
· Sliedrecht
· Teylingen
· Vlaardingen
· Voorne aan Zee
· Voorschoten
· Waddinxveen
· Wassenaar
· Westland
· Zoetermeer
· Zoeterwoude
· Zuidplas
· Zwijndrecht